# 苏联军事百科全书
《苏联军事百科全书》 (俄语：Советская военная энциклопедия (СВЭ))是苏联国防部编撰出版的八卷本军事领域的百科全书。

## 版本历史
三十年代初期就规划编撰12卷的《苏联军事百科全书》，由伏龙芝军事学院院长罗伯茨·艾德曼尼斯主编，苏联国防人民委员部在1932年、1933年出版了第一、第二卷。
二战后随着第三次产业革命带来的军事革命，苏联国防部决定出版军事百科全书。1976年开始出版。 106,000 copies were printed.《苏联军事百科全书》包含11,000个词条，5,500张地图。
1983年与1986年基于《苏联军事百科全书》的内容，出版了精简版的《军事百科词典》 (俄语：Военного энциклопедического словаря)。
1990年由苏联总参谋长米哈伊尔·阿列克谢耶维奇·莫伊谢耶夫大将的第二版《苏联军事百科全书》的第一卷出版。随后由于苏联解体而终止。
俄罗斯国防部1994年开始出版《八卷本军事百科全书》 (俄语：Военная энциклопедия в 8 томах) 。
四卷本删节版的英译《苏联军事百科全书》在1993年由英国Westview Press在1993年出版。由William C. Green与W. Robert Reeves翻译.
中国人民解放军军事科学院编译《苏联军事百科全书》共9卷，由中国人民解放军出版社与1982年5月初版。中译本全书共有11000多个条目，约10 000 000字，5000余幅图。
- 第一卷：战争理论，共收有关战争理论和军事条目1200余条，约1300000字，插图和照片83幅。
- 第二卷：军队建设，共收有党政工作、军政训练、组织编制、各类机构、各种制度、条令条例和职称衔称等内容条目1595条，约174万字，另有照片、插图283幅，本卷条目除重点介绍苏联、俄国的情况外，还涉及到古今其他一些国家的情况。
- 第三卷：军种兵和勤务，共收有关军兵种和各种勤务、战斗使用等方面的条目2124条，约160万字，插图和照片457幅，其中彩色插图24幅。
- 第四卷：军事历史（上），共收《苏联军事百科全书》原书1至8卷中有关军队史，军事院校史，以及军事会议、条约、结盟等条目共920条，124万字，附有照片和黑白地图172幅，彩色插页图1幅。
- 第五卷：军事历史（下），共收有关古今战争、战役、起义等条目964条，201万字，附有彩色军事历史图155幅，黑白军事历史图361幅，彩色油画34幅，黑白照片等258幅，图例一组。
- 第六卷：军事地理，共收军事地理方面的条目1441条，约198万字，插图和照片832幅。
- 第七卷：人物志，共收苏联、俄国和世界其他国家著名人物1千7百03人，154万字，还有8百余幅照片和插图。
- 第八卷：军事技术，共收有关军事技术和军事装备等条目1640条，约135万字，照片和插图677幅，其中彩色插图1幅。
- 第九卷：总索引，包括汉字笔划查字表、条目目录和条目俄汉对照索引三部分。

## 作者
《苏联军事百科全书》编辑委员会参加撰写条目工作的，共有4000余名专家、学者、著名军事人物和军事首长。